# Somatochlora ozarkensis
Somatochlora ozarkensis là một loài chuồn chuồn ngô thuộc họ Corduliidae. Nó là loài đặc hữu của Hoa Kỳ. Môi trường sống tự nhiên của nó là các con sông.